# Řád Mahá Čakrí
Řád Mahá Čakrí, celým názvem Nejproslulejší řád královské dynastie Mahá čakrí (thajsky เครื่องขัตติยราชอิสริยาภรณ์อันมีเกียรติคุณรุ่งเรืองยิ่งมหาจักรีบรมราชวงศ์), je thajské státní vyznamenání založené roku 1882. Udílen je v jediné třídě členům královské rodiny, zahraničním hlavám států a příslušníkům cizích královských dynastií.

## Historie a pravidla udílení
Řád byl založen 21. dubna 1882 králem Chulalongkornem na památku stého výročí Bangkoku. Řád je udílen členům dynastie Mahá Čakrí, zahraničním hlavám států a členům cizích královských rodů. Držitelé řádu mohou za svým jménem užívat postnominální písmena ม.จ.ก. Hlavou řádu je velmistr, kterým je vládnoucí thajský panovník, jež užívá titul rytíře řádu a jeho insignie jsou zdobeny diamanty. Králova choť drží titul dámy řádu. Název řádu je spojován s vládnoucí dynastií Čakrí, která byla roku 1782 založena králem Rámou I. Do založení Řádu Rajamitrabhorn byl nejvyšším thajským řádem.

## Insignie
K insigniím řádu patří zlatý řetěz se zavěšeným řádovým odznakem, řádové hvězdy, jež se nosí nalevo na hrudi a 10 cm širokou hedvábnou stuhou spadající z levého ramene na protilehlý bok. Řádový řetěz se skládá z 23 článků. Ústředním motivem řádového odznaku je symbol čakry. Tento symbol znamená rovnováhu a stabilitu a je po něm pojmenována i celá dynastie. Je také ústředním motivem královského erbu. Řádová hvězda se podobá řádovému odznaku.

Stuha je žlutá se symbolem řádu uprostřed.

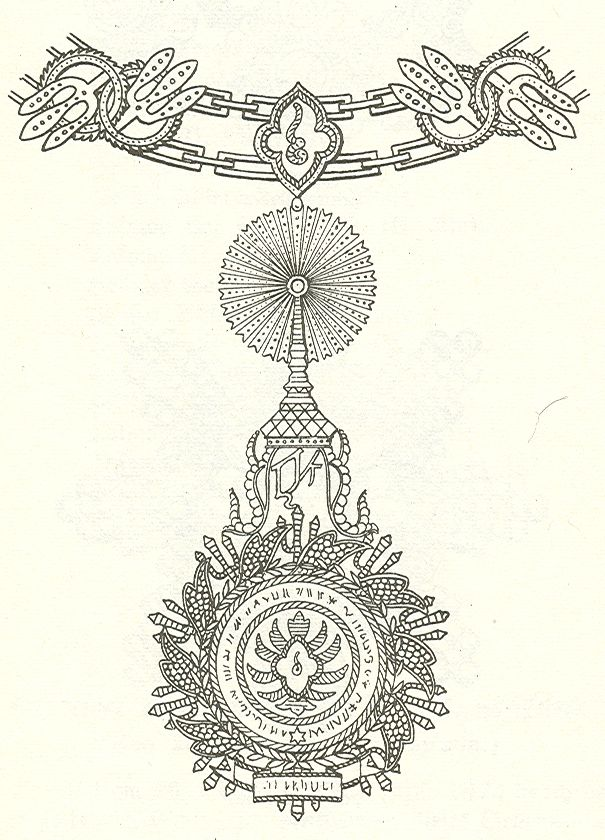
Odznak na řádovém řetězu
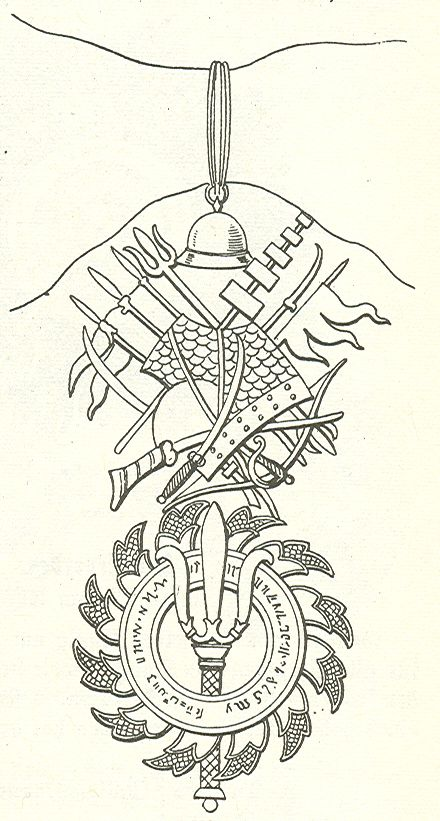
Řádový odznak
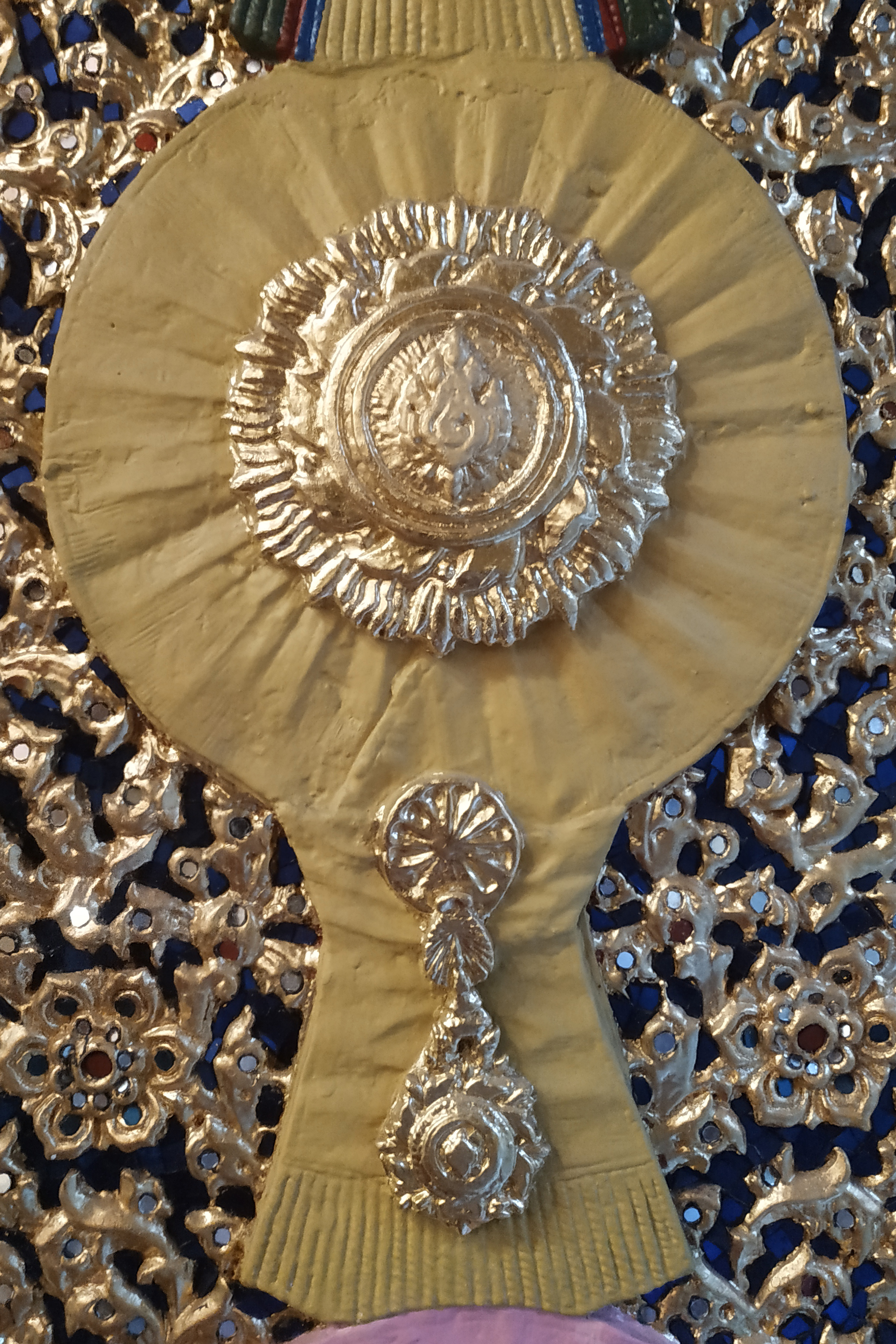
Vyobrazení řádu v buddhistickém chrámu v Bangkoku
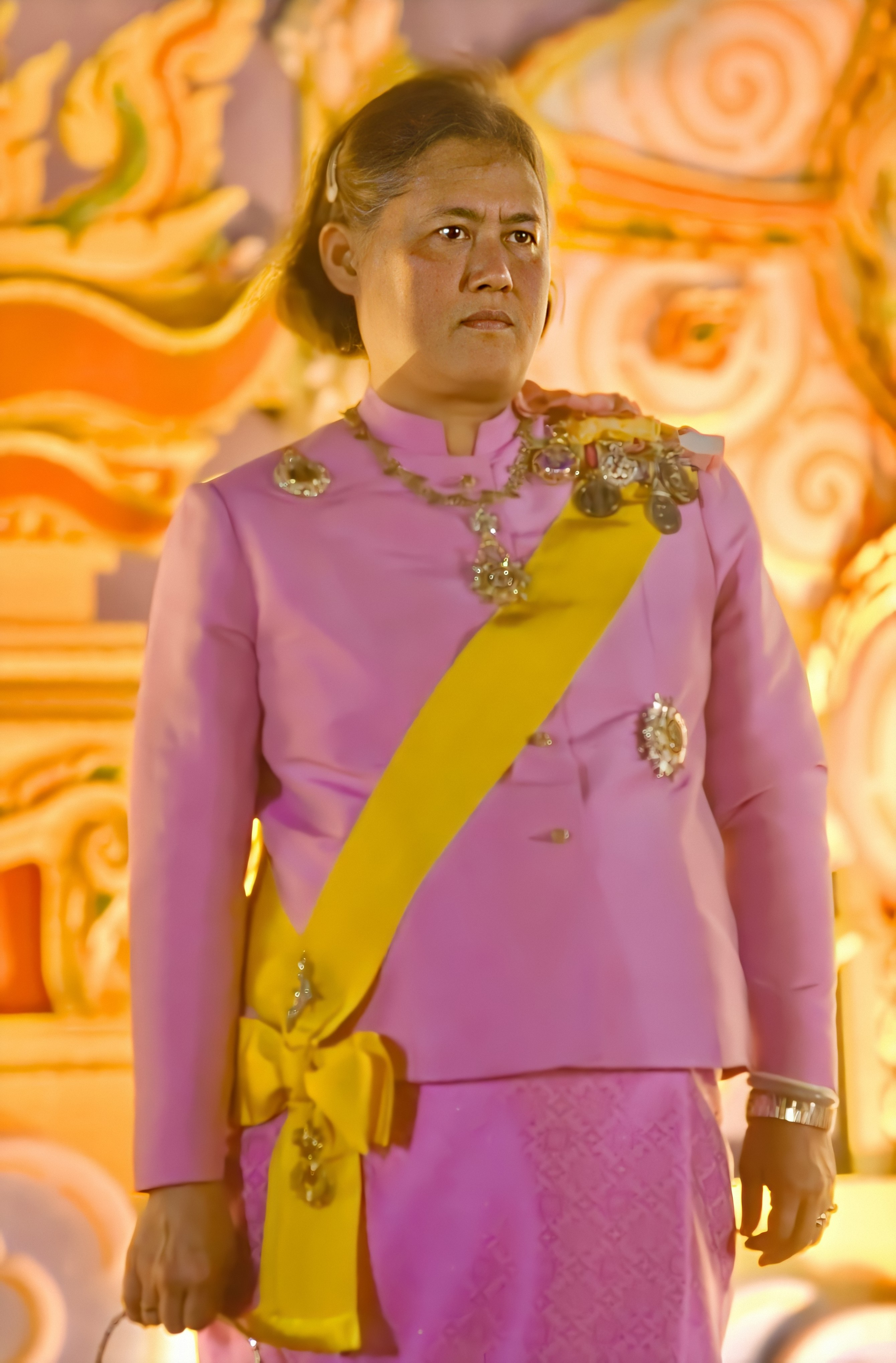
Princezna Sirindhorn s Řádem Mahá Čakrí